# Ruffey-lès-Echirey
Ruffey-lès-Echirey är en kommun i departementet Côte-d'Or i regionen Bourgogne-Franche-Comté i östra Frankrike. Kommunen ligger i kantonen Dijon 1er Canton som tillhör arrondissementet Dijon. År 2022 hade Ruffey-lès-Echirey 1 404 invånare.

## Befolkningsutveckling
Antalet invånare i kommunen Ruffey-lès-Echirey
Referens:INSEE